# Confort-Meilars
Confort-Meilars (br. Koñforzh-Meilar) to miejscowość i gmina we Francji, w regionie Bretania, w departamencie Finistère.
Według danych na rok 1990 gminę zamieszkiwało 727 osób, a gęstość zaludnienia wynosiła 50 osób/km² (wśród 1269 gmin Bretanii Meilars plasuje się na 706. miejscu pod względem liczby ludności, natomiast pod względem powierzchni na miejscu 683.).